# Calluella
Calluella és un gènere de granotes de la família Microhylidae que es troba al sud-est d'Àsia.

## Taxonomia
- Calluella brooksii (Boulenger, 1904).
- Calluella flava (Kiew, 1984).
- Calluella guttulata (Blyth, 1856).
- Calluella minuta (Das, Yaakob & Liat, 2004).
- Calluella smithi (Barbour & Noble, 1916).
- Calluella volzi (Kampen, 1905).
- Calluella yunnanensis (Boulenger, 1919).